# Подольский троллейбус
Подольский троллейбус — вид общественного транспорта в городе Подольске Московской области. Троллейбусная система открыта 1 мая 2001 года. Является самой молодой действующей в России (если не учитывать сызранский троллейбус, открытый в 2002 и закрытый в 2009 году, и керченский троллейбус в Крыму, действующий с 2004 года). По состоянию на май 2025 года функционирует 44 пассажирских троллейбуса и 6 троллейбусных маршрутов.

## Информация об организации

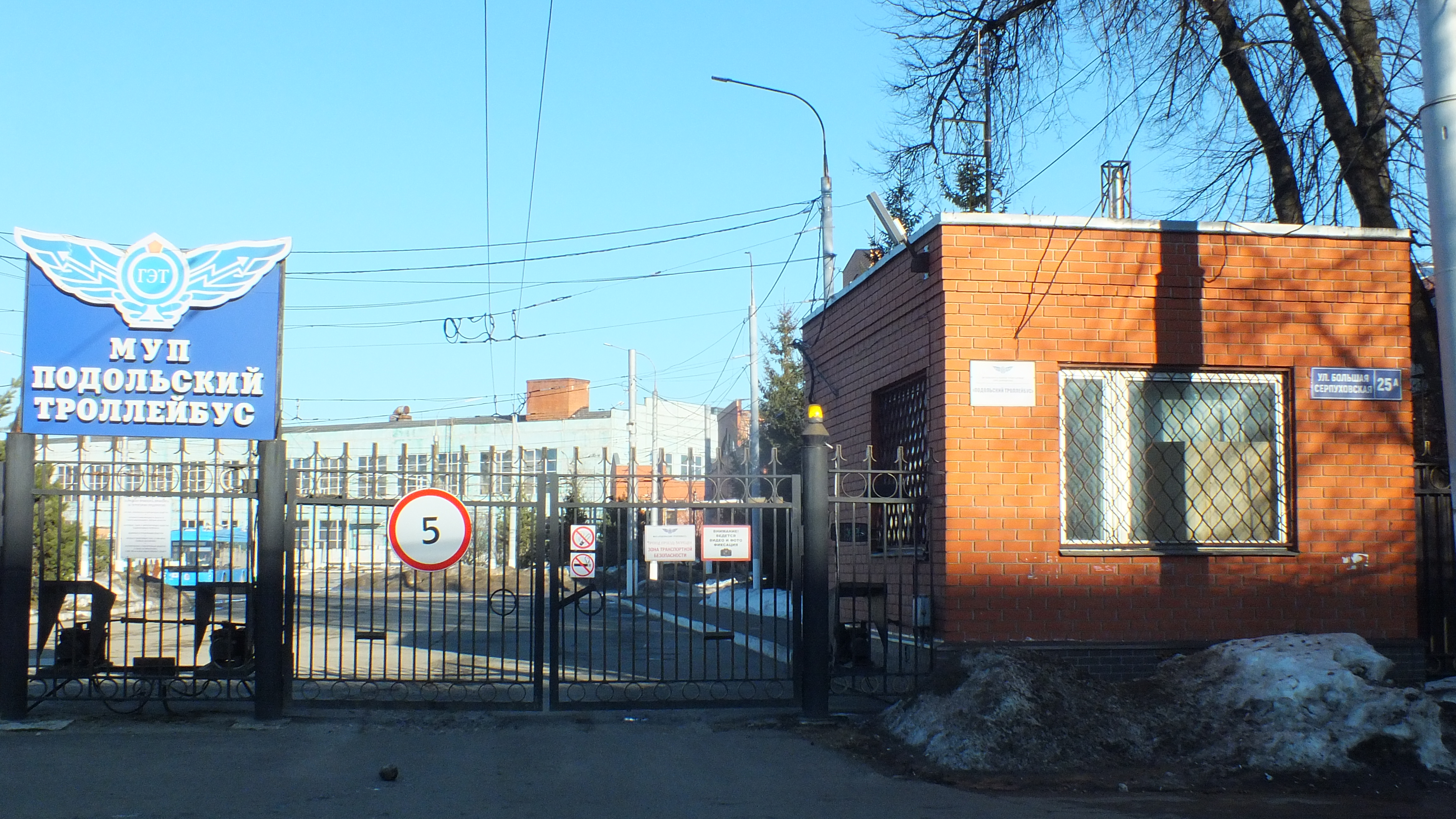
Въезд на территорию организации МУП «Подольский троллейбус»

МУП «Подольский троллейбус»
Адрес: 142100, Московская область, г. Подольск, ул. Большая Серпуховская, д. 25А (ранее — территория транспортного предприятия «Зингер-Трансснаб»)

## История
- 1 мая 2001 года открыто движение на участке от станции Подольск до 3 и 4 микрорайонов по маршруту № 1. На закольцовке в Юбилейном микрорайоне изначально было два пути, но из-за отсутствия подвижного состава в первые месяцы работы системы не было возможности запустить маршрут № 2. Система открыта без депо, ночной отстой троллейбусов производился на кольце у путепровода. С завода в Энгельсе поступило 25 троллейбусов: 15 ЗИУ-682ГОА и 10 ЗИУ-682ГОР (со статическим преобразователем). В отличие от машин для других городов, на передке у них был пластиковый щиток с надписью «TROLZA». На все машины был нанесён герб города;

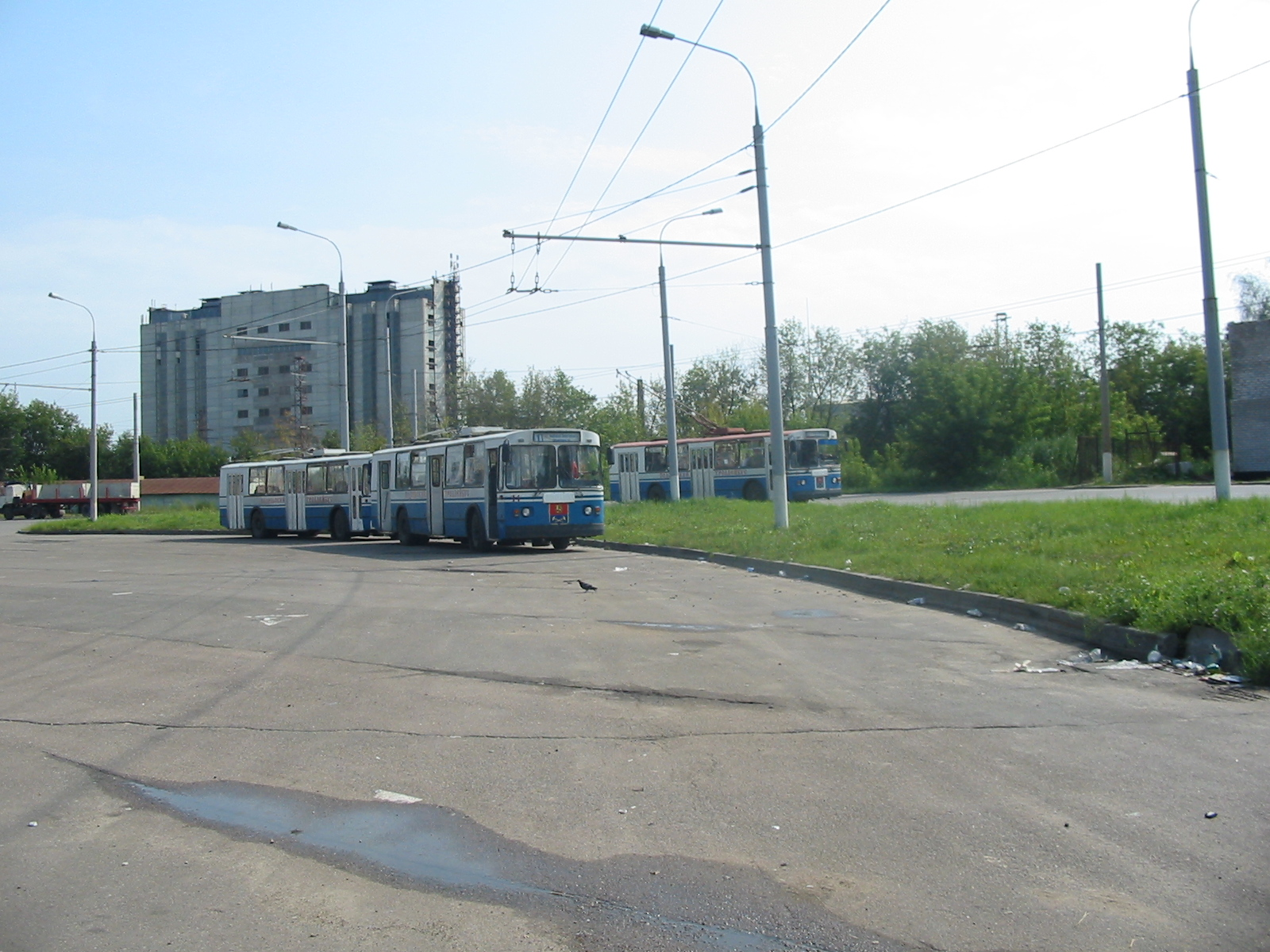
Троллейбусная площадка на месте ТРЦ Кварц, где троллейбусы отстаивались ночью до постройки депо. Разобрано в 2000-х.

- Троллейбусная площадка на месте ТРЦ Кварц, где троллейбусы отстаивались ночью до постройки депо. Разобрано в 2000-х.16 июля 2001 года открыто движение по двустороннему движению (ранее было одностороннее) и создан маршрут № 2. Троллейбусное депо заработало 1 сентября 2001 года. В 2003 году появился стажёрский троллейбус с двухместной кабиной. В обычное время он работает с пассажирами в общем графике. Всего в 2003 году насчитывалось 26 троллейбусов;
- 1 мая 2004 года открыта новая линия от Рынка до конечной остановки «Кабельный завод» и пущен маршрут № 3. После открытия продолжилось строительство линии до конечной остановки «Стройиндустрия» (восточнее станции Подольск), но оно прекратилось после установки столбов;
- В 2005 и 2007 годах в парк поступило 4 новых троллейбуса ЗиУ-682Г0М, получивших номера 27, 28, 29 и 30;
- 24 сентября 2007 года открыта новая линия Стройиндустрия — Улица Машиностроителей, которая связала микрорайон Южный с железнодорожной станцией в обход существовавших автобусных маршрутов. На кольце «Кабельный завод» построена подстанция, диспетчерская перенесена на Стройиндустрию. Запущен новый маршрут № 4. В первый день на линии работали 2 новых троллейбуса ЗиУ-682Г0М №№ 31 и 32, а через несколько недель на линии появились ещё 4 машины №№ 33, 34, 35, 36. В 2008 году на линию вышли два новых троллейбуса №№ 37 и 38. В июне 2010 года поступил троллейбус ЗиУ-682Г № 39 (списан в марте 2016 года), а в конце 2010 года — № 40. Всего в 2011 году насчитывалось 40 пассажирских троллейбусов;
- 23 сентября 2012 года в депо поступил новый троллейбус Тролза-5275.03 «Оптима» — № 41. Вскоре поступила ещё одна машина той же марки — № 42. Троллейбус № 20 в сентябре 2012 года был списан и заменён новым троллейбусом модели ТролЗа-5265.00 «Мегаполис», поступившим 20 декабря 2012 года;
- 5 декабря 2013 года поступил второй троллейбус модели ТролЗа-5265.00 «Мегаполис» — № 22. Всего в 2014—2015 годах насчитывалось 42 троллейбуса. По состоянию на декабрь 2019 года капитальный ремонт в городе Иваново прошли троллейбусы №№ 1—19, 21, 23—26, 28, 29, 40;

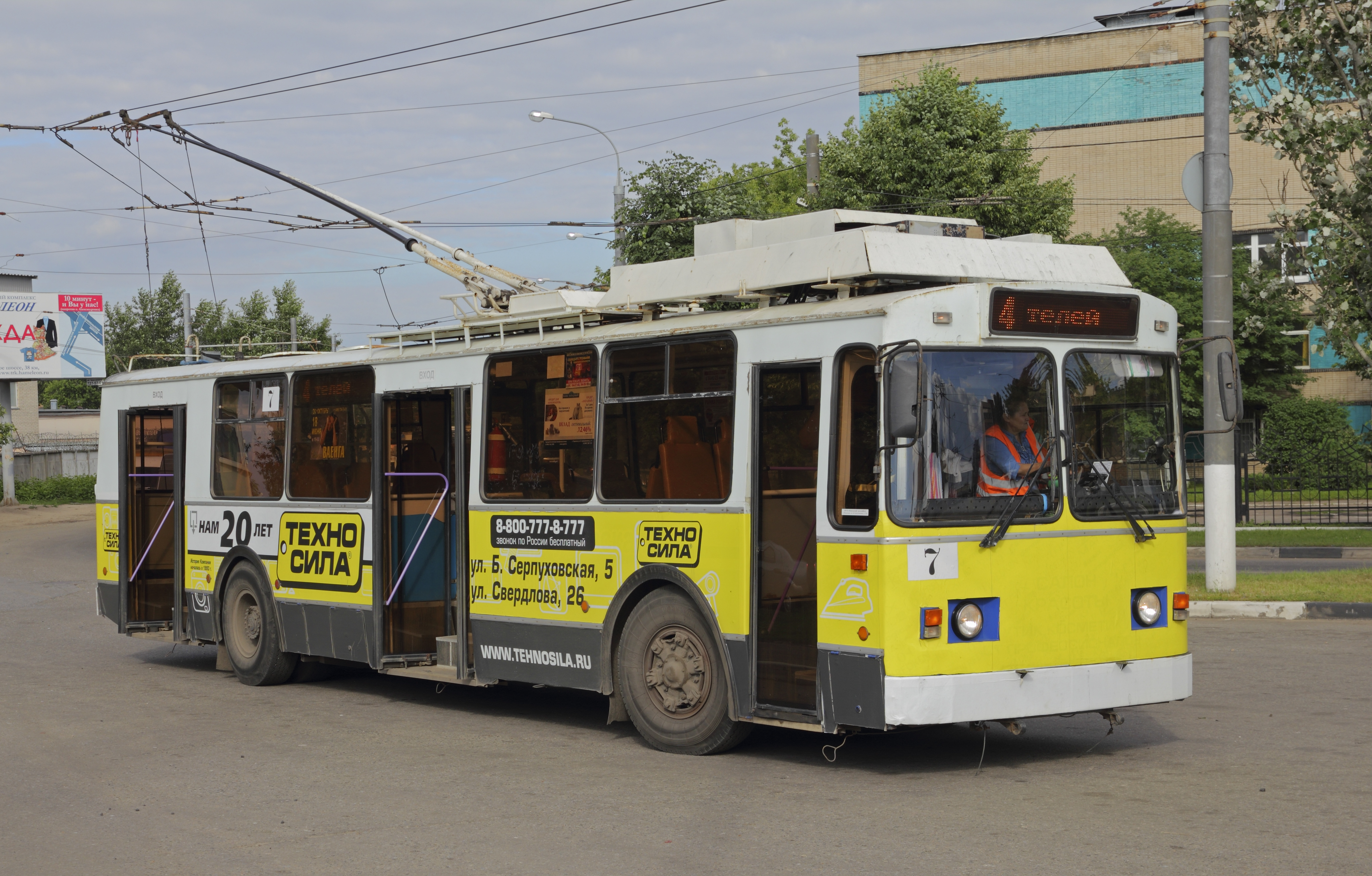
Троллейбус № 7 на четвёртом маршруте

- В декабре 2015 года троллейбусное движение было запущено по улице Академика Доллежаля до пересечения с бульваром 65-летия Победы. Сначала был организован односторонний заезд маршрута № 1 (при следовании к станции Подольск), но 29 декабря 2016 года он был возвращён на старую трассу, а по новой линии запущен маршрут № 1к (с 1 января 2019 года — № 5). 14 мая 2018 года поступил новый троллейбус модели ТролЗа-5265.02 «Мегаполис» № 39 с увеличенным автономным ходом. 28 апреля 2019 года поступил троллейбус модели ТролЗа-5265.08 «Мегаполис» № 43 с увеличенным автономным ходом. 18 января 2020 года поступило 4 новых троллейбуса с увеличенным автономным ходом (один троллейбус модели ТролЗа-5265.00 «Мегаполис» № 44, другие три модели ВМЗ-5298.01 «Авангард» №№ 45, 46, 47). 21 января 2020 года в депо поступили первые три троллейбуса модели ТролЗа-5264.05 «Слобода» (первому троллейбусу данной модели был присвоен бортовой номер 33, второму — № 27, а третьему — № 35). Весной 2020 года поступили четвёртый и пятый троллейбусы модели ТролЗа-5264.05 «Слобода»;
- Ровно через 19 лет после начала движения троллейбусов в Подольске, а именно 1 мая 2020 года, был запущен уже шестой троллейбусный маршрут под номером 4к, следующий в микрорайон Кутузово. Этот маршрут обслуживается только троллейбусами с возможностью автономного хода, так как на части пути отсутствует контактная сеть. 1 декабря 2020 года на маршруте была введена бескондукторная форма оплаты проезда;
- С 6 по 31 января 2022 года маршруты №№ 4к и 5 были отменены, вследствие чего маршрут № 4 следовал с заездом в Кутузово, а № 1 — с заездом на улицу Академика Доллежаля. Троллейбусы курсировали без расписания. По информации предприятия, это было связано с нехваткой водителей;
- С 1 октября 2022 года маршрут № 4к изменил конечный остановочный пункт с «Кутузово» на «Улицу Академика Доллежаля, 19». Схема движения от «Стройиндустрии» до остановки «Кутузово-1» не изменилась, но после неё троллейбусы следовали через микрорайон Шепчинки до остановки «Кинотеатр Родина», далее по трассе маршрутов №№ 1 и 3 осуществлялся заезд в 3-4 микрорайоны, а после остановки «Улица 43-й Армии» троллейбус ехал в микрорайон Кузнечики как 5-й маршрут. До 31 октября от «Улицы Академика Доллежаля, 19» № 4к ехал до «Стройиндустрии» тем же маршрутом, но без заезда к Юбилейной площади. Вследствие этих изменений на маршруте перестало существовать одностороннее кольцо в Кутузово, и сильно увеличились интервалы движения;
- С 1 ноября 2022 года троллейбусы маршрута № 4к от конечной остановки «Улица Академика Доллежаля, 19» больше не ездят по Ленинградской улице, вместо этого они поворачивают на улицу 43-й Армии. Таким образом маршрут в обе стороны стал одинаковым;
- С 1 декабря 2022 года схема движения троллейбусного маршрута № 4к вновь изменилась. Теперь троллейбусы при следовании в сторону остановки «Улица Академика Доллежаля, 19» полностью проезжают по улице 43-й Армии, далее поворачивают на Варшавское шоссе, а затем по улице Академика Доллежаля следуют до конечной. Маршрут в сторону «Стройиндустрии» не изменился.

## Маршруты
По состоянию на март 2023 года в Подольске действуют следующие маршруты троллейбусов:
| №  | Начальный остановочный пункт | Конечный остановочный пункт   | Примечание |
| -- | ---------------------------- | ----------------------------- | --- |
| 1  | Подольск                     | Юбилейная площадь             | Внешняя сторона закольцовки (3-4 микрорайоны)                                                                                        |
| 2  | Подольск                     | Юбилейная площадь             | Внутренняя сторона закольцовки (3-4 микрорайоны)                                                                                     |
| 3  | Стройиндустрия / Подольск    | Юбилейная площадь             | Внешняя сторона закольцовки (3-4 микрорайоны)                                                                                        |
| 4  | Стройиндустрия / Подольск    | Улица Машиностроителей        | |
| 4к | Стройиндустрия / Подольск    | Улица Академика Доллежаля, 19 | Внешняя сторона закольцовки. Часть маршрута на автономном ходу. С 1 декабря 2020 года введена бескондукторная система оплаты проезда |
| 5  | Подольск                     | Улица Академика Доллежаля, 19 | До 1 января 2019 года — № 1к |

## Оплата проезда
Проезд оплачивается кондуктору, как и в остальных троллейбусных системах Московской области, хотя есть исключение в виде оплаты проезда водителю на маршруте № 4к, а также на некоторых рейсах других. Стоимость проезда по транспортным картам «Стрелка» и «Тройка» составляет 49,47 рубля, а по банковской карте — 45 рубля. Действие всех льгот и скидок для держателей социальных или льготных карт сохраняется. Штраф за безбилетный проезд или неоплаченное место багажа — 1000 рублей.

## Подвижной состав
По состоянию на март 2023 года в Подольске эксплуатируются троллейбусы моделей:
| Модель                     | Количество машин (бортовой номер)             |
| -------------------------- | --------------------------------------------- |
| ЗиУ-682 КР Иваново         | 15 (2, 3, 5, 7—11, 14—17, 25, 26, 28, 29, 40) |
| Тролза-5264.05 «Слобода»   | 5 (27, 30, 31, 33, 35)                        |
| ВМЗ-5298.01 «Авангард»     | 3 (45—47)                                     |
| Тролза-5265.00 «Мегаполис» | 3 (20, 22, 44)                                |
| БТЗ-52763Р                 | 3 (10, 32, 37)                                |
| Тролза-5275.03 «Оптима»    | 2 (41, 42)                                    |
| Тролза-5265.02 «Мегаполис» | 2 (4, 39)                                     |
| Тролза-5265.08 «Мегаполис» | 1 (43)                                        |
| Всего                      | 35                                            |

## Перспективы
В ближайшей перспективе планируется закупить 12 троллейбусов с функцией увеличенного автономного хода, а также создания 2-х новых маршрутов с данными троллейбусами. В перспективе есть продление маршрута 4к в пос. Лемешово. На более далёкую перспективу запланировано открытие нового троллейбусного парка в Кузнечиках.